# Blind Guardian

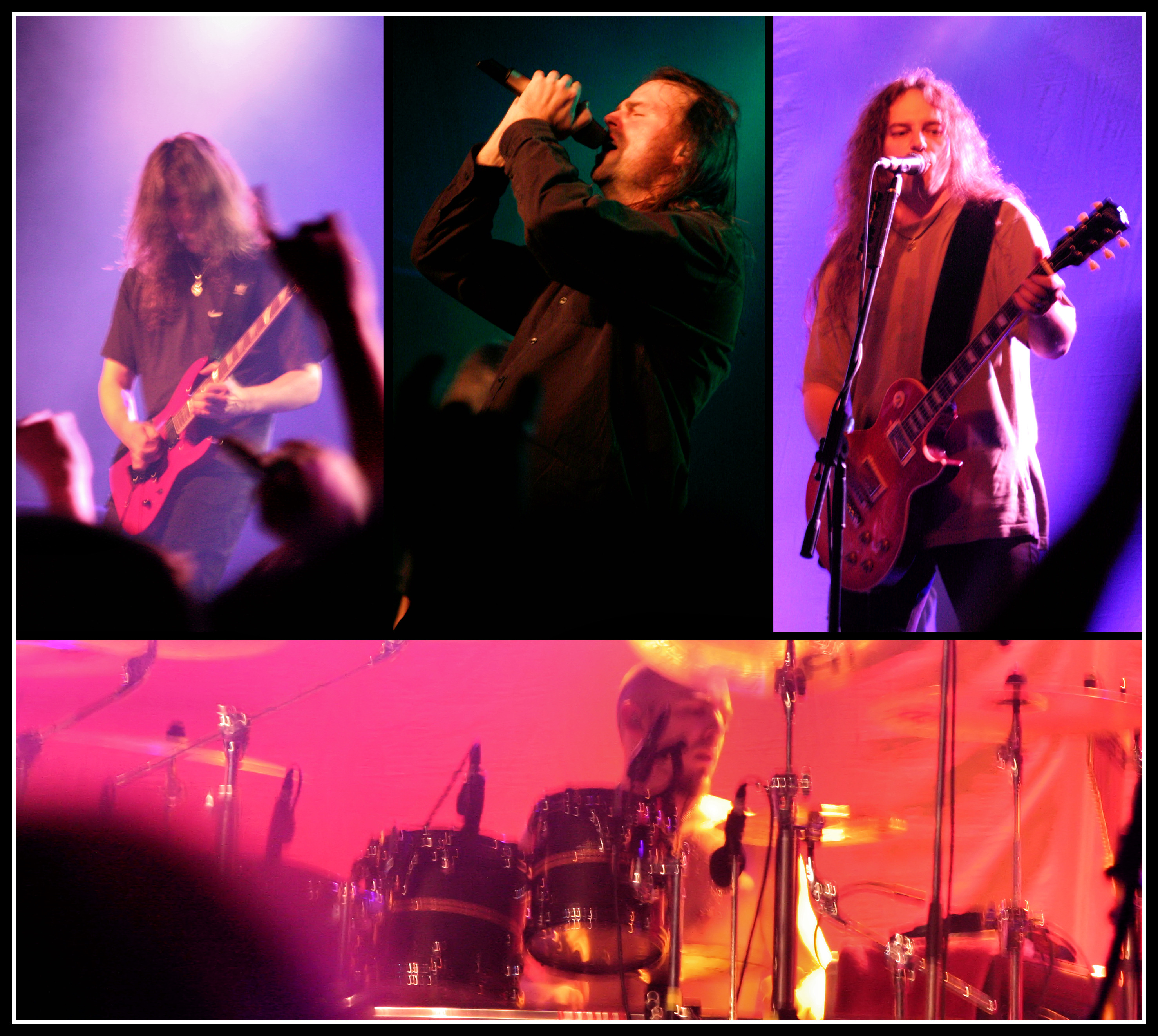
Blind Guardian Live 2006

Blind Guardian este o formație de power metal din Germania, care s-a format în anul 1984 în Krefeld, Germania. Înainte de alegerea numelui prezent, "Blind Guardian", au fost lansate doua albume demo sub numele "Lucifer's Heritage", în 1985 șî în 1986.
De la început formația a avut ca sursă de inspirație operele unor autori de ficțiune, cum ar fi J. R. R. Tolkien, Stephen King sau Michael Moorcock, dar și legende sau balade populare. Pe parcusul anilor, s-a dezvoltat o temă care îi asociează pe membrii formației cu barzi, asemenea celor întâlniți în antichitate, în societățile celtice.
Albumul de debut al trupei, Battalions of Fear (traducere:Batalioanele Fricii) a prins foarte bine pe piață din cauza elementelor de speed metal și thrash metal, în mare parte.Piesele 'By the Gates of Moria" și "Gandalf's Rebirth" sunt inspirate din univerul lui Tolkien, iar piesa "Guardian of the Blind" este inspirată din romanul horror al lui Stephen King, "It". 